# Кулагинский сельсовет
Кулагинский сельсовет — сельское поселение в Новосергиевском районе Оренбургской области Российской Федерации.
Административный центр — село Кулагино.

## История
Статус и границы сельского поселения установлены Законом Оренбургской области от 9 марта 2005 года № 1906/314-III-ОЗ «О муниципальных образованиях в составе муниципального образования Новосергиевский район Оренбургской области»

## Население
| 2010  | 2012  | 2013  | 2014  | 2015  | 2016  | 2017  |
| ----- | ----- | ----- | ----- | ----- | ----- | ----- |
| 1334  | ↘1319 | ↘1309 | ↘1273 | ↘1265 | ↘1253 | ↘1234 |
| 2018  | 2019  | 2020  | 2021  |       |       |       |
| ↘1202 | ↘1189 | ↘1155 | ↘1134 |       |       |       |

## Состав сельского поселения
| № | Населённый пункт | Тип населённого пункта       | Население |
| - | ---------------- | ---------------------------- | --------- |
| 1 | Дедово           | село                         | 149       |
| 2 | Киндельский      | посёлок                      | 43        |
| 3 | Кулагино         | село, административный центр | 1142      |